# Edmond Thaller
Edmond Eugène Thaller (Husseren-Wesserling, 11 juni 1851 - Parijs, 20 maart 1918) was een Frans jurist en hoogleraar aan de Universiteit van Parijs.

## Biografie
In 1869 behaalde Edmond Thaller een baccalaureaat in de letteren. In 1873 behaalde hij een licentiaat in de rechten. Hij promoveerde tot doctor in de rechten in 1875. Van 1876 tot 1877 was hij docent burgerlijk recht aan de Universiteit van Dijon. Nadien was hij docent en later professor handelsrecht aan de Universiteit van Lyon. Vervolgens werd hij hoogleraar aan de Universiteit van Parijs, waar hij van 1891 tot 1893 vergelijkend koloniaal recht doceerde en vervolgens van 1893 tot zijn overlijden in 1918 handelsrecht zou doceren. Sinds 1914 was hij meermaals in ziekteverlof.

## Werken
- (fr)  Examen juridique du privilège d'émission de la Banque de France et du billet de banque dans la circulation fiduciaire, et accessoirement du droit de la Banque relatif à ses escomptes, Parijs, A. Derenne, 1875, 181 p.
- (fr)  Composition de droit romain: (Quomodo intelligenda sit causa. Quae sit causae necessitas in diversis transferendi dominii modis et in usucapione). Agrégation des Facultés de droit. Concours 1876, A. Derenne, 1876, 11 p.
- (fr)  De la faillite des agents de change et de la liquidation de leurs charges, Parijs, 1883, 295 p.
- (fr)  De la réforme de la loi sur les sociétés par actions, Parijs, 1886, 119 p.
- (fr)  Des faillites en droit comparé, avec une étude sur le règlement des faillites en droit international, Parijs, Rousseau, 1888, twee volumes, 414 en 386 p.
- (fr)  Les différentes législations commerciales mises en parallèle et en conflit: Des faillites en droit comparé avec une étude sur le réglement des faillites en droit international, Parijs, A. Rousseau, 1887.
- (fr)  De la place du commerce dans l'histoire générale et du droit commercial dans l'ensemble des sciences, Parijs, Méthode sociologique, 1892, 132 p.
- (fr)  Traité élémentaire de droit commercial, Parijs, Rousseau, 1898, 1080 p. (viermaal uitgegeven tijdens het leven van Thaller, later nog eenmaal uitgegeven door Jean Percerou).
- (fr)  À propos du contrat estimatoire,Lyon, A. Rey, 1903, 19 p.
- (fr)  D'un réglement qui aurait pour objet de résoudre les conflits de lois en matière de dépossession de titres au porteur, Parijs, A. Rousseau, 1905, 22 p.
- (fr)  Esquisse de réforme de la législation des étrangers: particulièrement dans les rapports franco-allemends, individus et sociétés, Parijs, Rousseau et cie, 1917, 78 p.